# بزقوچ علیا
بزقوچ علیا / بزقوچ بالا روستایی است در دهستان کاهشنگ از توابع بخش مرکزی شهرستان بیرجند، واقع در استان خراسان جنوبی که بر پایه سرشماری عمومی نفوس و مسکن در سال ۱۳۹۵ جمعیت آن ۵۵ نفر (در ۱۹ خانوار) بوده‌است.